# Heart Station
Heart Station es el sexto álbum en japonés del estudio de Utada Hikaru salido a la venta el 19 de marzo de 2008.
Contiene el sencillo Prisoner of Love, que salió a la venta el 21 de mayo debido a la demanda popular, porque no era un sencillo en un principio, la principal causa fue porque era el tema de opertura de la dorama-serie nipona Last Friends.
El álbum lleva vendidas más de 1.6 millones de unidades por todo el mundo y más de 20 millones ventas digitales.

## Lista de canciones
- 01. Fight The Blues
- 02. HEART STATION
- 03. Beautiful World
- 04. Flavor Of Life -Ballad Version-
- 05. Stay Gold
- 06. Kiss & Cry
- 07. Gentle Beast Interlude
- 08. Celebrate
- 09. Prisoner Of Love
- 10. Take 5
- 11. Boku wa Kuma
- 12. Niji-iro BASU
- 13. Flavor Of Life (Bonus Track)

## Datos
- La primera semana vendió aproximadamente, 500 000 copias.
- El primer día, ya es n.º 1 en Japón.
- La canción Take 5 causó algo de confusión debido a su brusco final. Esto se debe a que la canción habla sobre la muerte, y Utada quiso expresar el tema de esa manera, pues la muerte llega cuando menos te lo esperas.
- La canción "Prisoner Of Love" fue lanzada como single incluso después de ser incluida en el disco debido a la promoción del drama "Last Friends".
- Según las listas Oricon ha vendido en total más de 1 millón de copias aproximadamente. Convirtiéndose en el 5 álbum más vendido de Japón del 2008.
- Gracias a este álbum Utada ha sido elegida mejor artista en 2008 por los lectores de la revista musical Oricon.
- "Beautiful world" fue el tema principal del avance de cine para la película del anime "Evangelion 1.0"

- Datos: Q1203617